# Lodoga, California
Lodoga, California (енгл. Lodoga) насељено је место без административног статуса у америчкој савезној држави Калифорнија.

## Демографија
По попису из 2010. године број становника је 197.
| Група             | 2000.    | 2010.       |
| Белци             | 0 (0,0%) | 166 (84,3%) |
| Афроамериканци    | 0 (0,0%) | 16 (8,1%)   |
| Азијати           | 0 (0,0%) | 2 (1,0%)    |
| Хиспаноамериканци | 0 (0,0%) | 8 (4,1%)    |
| Укупно            | 0        | 197         |